# Simon Fairweather
Simon John Fairweather, född 9 oktober 1969, Adelaide, Australien, är en bågskytt från Australien, som tog guld vid bågskyttetävlingar i Olympiska spelen på hemmaplan år 2000. Han deltog också vid OS 1988, 1992, 1996 och 2004. 
Fairweather tävlar i Australien för Canberra Archery Club.
Han är gift med världsmästaren i triathlon Jackie Gallagher.